# Calanthe hololeuca
Calanthe hololeuca är en orkidéart som beskrevs av Heinrich Gustav Reichenbach. Calanthe hololeuca ingår i släktet Calanthe och familjen orkidéer. Inga underarter finns listade i Catalogue of Life.